# オペックホース
オペックホース（1977年3月5日 - 2005年10月31日）は、日本中央競馬会に所属していた競走馬・種牡馬。
1980年の東京優駿（日本ダービー）に優勝したが、以後引退まで32連敗を記録し、「史上最弱のダービー馬」とも呼ばれる。1980年度優駿賞最優秀4歳牡馬。馬名は冠名の「ホース」に石油輸出国機構の略称「OPEC（オペック）」を合わせたもの。
馬齢は2000年以前に使用された旧表記（数え年）で統一して記述する。

## 経歴

### 誕生・デビュー前
1977年3月5日、北海道勇払郡鵡川町の鵡川牧場で誕生。父・リマンドは1965年生まれのイギリス産馬で、社台ファーム白老の吉田善一が競走馬時代から目を付け、1969年に輸入した栗毛。有名な長距離馬アルサイド、アリシドン、ドナテッロへと続くブランドフォード系の種牡馬で、英仏伊3ヶ国で10戦し、6ハロンから12ハロンの距離で6勝、英ダービーはサーアイヴァーの4着であった。1984年4月に心臓麻痺で死亡するまでの間に1979年のオークス馬・アグネスレディー、1981年のオークス馬・テンモン、1987年のエリザベス女王杯でマックスビューティの三冠を阻止したタレンティドガール、1982年に羽田盃・東京ダービー・東京王冠賞・東京大賞典の南関東四冠を達成したサンオーイなどを輩出。母・ホースジョーは3～5歳時に25戦して3歳牝馬S、BSN杯など1800m以下で6勝を挙げた。「ホースニュース・馬」社を経営する角田二郎オーナーの持ち馬で、仔分けとして鵡川牧場に預けられた。1970年に繁殖入りしてからは仔出しが良く、オペックホースを産むまでの7年間に6頭の母親となった。産駒では姉の5勝したエバートホースや、全兄に三代目江戸家猫八の所有馬で10勝したキャットエイト、半妹に1974年のクイーンカップを勝ったレスターホースを出したホースマメールがいる。角田の持ち馬で、キヨフジ記念・クイーン賞を勝った曾祖母のステツプホースの父・クモノハナは1950年のダービー馬。母の父・テューダーペリオッドはオーエンテューダー系のイギリス産馬で現役時代は17戦4勝。1962年に輸入され、1979年の菊花賞馬・ハシハーミット、1973年に宝塚記念を勝ったハマノパレードを輩出した。母と同じ角田オーナーの持ち馬として栗東・佐藤勇厩舎に入厩。角田は愛馬を世界の石油を制するOPEC（石油輸出国機構）のごとくサラブレッドの王者になって欲しいと願ってオペックホースと名付け、当時経済を混乱させた第二次オイルショックを受けて、「世界を制する資源」と言われた石油の重要性にあやかった名前でもある。

### デビューからダービー制覇
1979年10月6日の中京の新馬戦でデビューし、3番人気で3着も折り返しの新馬戦を1番人気で勝った。続く11月4日の阪神でのオープン戦では、最後方の位置から直線だけで全馬を交わして連勝。12月に迎えた関西の3歳王者戦・阪神3歳ステークスはラフオンテースの4着に終わったものの、佐藤は本馬の高い素質を認識し、翌年のクラシック第1冠・皐月賞が最大目標に据えられた。その後は熱発と阪神3歳Sで痛めた外傷を治癒するために休養し、1980年は3月の毎日杯から始動して5着。予定通り皐月賞を目指して関東に遠征し、鞍上をデビュー以来手綱を取り続けていた西橋豊治から関東の第一人者であった郷原洋行にバトンタッチ。前哨戦として出走した中山の菜の花賞（800万下条件）を10馬身差で圧勝し、目標とした皐月賞に有力馬の1頭として臨んだ。重賞未勝利馬であったが、前走不良馬場を圧勝したことを評価されて3番人気であった。しかしここにはオペックホース以上の重巧者・ハワイアンイメージが出走していた。当日は降雨による不良馬場の中、中団待機から直線で先頭に立ったが、直後に上がってきたハワイアンイメージにゴール前で競り負けてクビ差の2着に敗れた。1番人気のトウショウゴッドは道中で骨折。その後は東京のオープン戦を2着とし、5月25日に晴れ・良馬場で日本ダービーを迎える。トライアルのNHK杯を7馬身差で圧勝したモンテプリンスが当日1番人気に支持され、調教で抜群の動きを見せていたオペックホースは2番人気となった。レースではサクラシンゲキが馬群を先導し、二冠を狙うハワイアンイメージ、モンテプリンスが4番手に付け、オペックホースは同馬をマークする形で5番手を進み、本格化前のアンバーシャダイも好位を追走。最後の直線では有力各馬が動き始め、ハワイアンイメージが最初に脱落。しかし逃げたサクラシンゲキが予想外に粘り、モンテプリンスがこれをようやく競り落として先頭に立ったが、郷原の剛腕に促されたオペックホースが一完歩ごとにモンテプリンスに迫った。両馬の競り合いの末、モンテプリンスは脚を使い果たす。オペックホースが追う者の強みを生かし、モンテプリンスをクビ差交わして優勝。重賞初勝利をダービーで果たした。調教師の佐藤、騎手の郷原にとっても初めてのダービー優勝であり、佐藤は1964年の天皇賞（春）以来、16年振りの八大競走制覇ともなった。この競走前、馬主の角田が死去していた。郷原はこの出来事に絡め、後年この競走を回顧した際に「それで、みんなの"気"が集まったんですよ。ダービーは社長の弔合戦だ、って関係者全ての"気"が集まった。厩舎のスタッフの仕事ぶりも凄かったし、僕も、そして馬自身も社長の願いを背負って走ったんです。はっきり言って、オペックホースでモンテプリンスを負かせと言ってもできないですよ。何回走ったって勝てない。でも、あのダービーは違った。何かが起きると思っていた。レース前からね、僕にはレースが見えていたんです。スタートを切ったらこうなる、1コーナーを回ったらこうだってね。レース前に、僕は断言してました。このダービーはこうなる。だからこの位置にいて、こう乗れば勝てるってね。」と語っている。

### 32連敗、引退
夏の休養を経て、秋はクラシック最終戦の菊花賞を目標に、10月のオープン戦から始動するが、牝馬のインタースマッシュから1.8秒離されての6着と大敗。迎えた菊花賞では7番人気と評価を落とし、ノースガストの10着に終わった。以降、オペックホースは連敗を重ねる。
5歳になった1981年は9戦全敗するも、オープンと朝日チャレンジカップ2着、年末の有馬記念でアンバーシャダイの4着と好走は見せていた。しかし天皇賞（春）はカツラノハイセイコの12着、宝塚記念はカツアールの6着に敗れた。6歳になった1982年は左前脚の深管骨瘤に悩まされたり、軽い熱発はあったものの6度出走。初戦のマイラーズカップ3着を最後に好走もほとんどなくなり、天皇賞（春）はモンテプリンスの7着、有馬記念はヒカリデユールの9着に敗れた。7歳になった1983年は7度の出走で、6度は春季であった。マイラーズカップの3着が最高で、天皇賞（春）はアンバーシャダイの8着、宝塚記念はハギノカムイオーの7着であった。人気もそれぞれ15頭中13番人気、13頭中11番人気であり、ダービー馬の栄光は完全に色褪せたものとなっていた。関係者も一度は引退を決意し、日本中央競馬会の種牡馬適性試験を受験するも不合格と判定。地方競馬転出の話も取り沙汰されたが、「ダービー馬を地方で走らせるのはかわいそう」という声が挙がり実現しなかった。
8歳となった1984年は金杯（西）から鳴尾記念まで重賞を5度出走するも、5着、5着、7着、8着、6着。佐藤と角田輝雄オーナーは平地競走での限界を感じて、障害転向を決意。練習が始められると、オペックホースは周囲が目を見張るほどの卓越した飛越能力を見せた。障害馬として「ケタが違った」能力で、佐藤は中山大障害優勝に自信を深めたが、障害転向が現実味を帯びるに連れて、ダービー馬を障害競走に出すことへの批判が高まっていった。ファンからも抗議の声が殺到し、最終的に角田が批判に耐えきれず、障害転向は白紙撤回となった。佐藤は競馬会に対して「もし中山大障害を勝ったら、もう一度種牡馬試験を受けるので買い上げて欲しい」と陳情しており、後年この騒動を回顧し、「ゼニ金の問題と違う。あくまでも馬の一代を思い、障害でも実績を作って、種牡馬にしてやりたいという考えだった」と語っている。その後は秋まで休養し、朝日CCを12着の最下位入線。続く京都のトパーズステークスは8着に敗れ、12月のウインターステークスが引退レースとなったが、ゴール前で左繋靱帯断裂を発症。あのダービー以降ついに未勝利で競走生活から退いた。ダービー以降32連敗という記録は、1959年の優勝馬コマツヒカリの14連敗（同馬はダービー後15戦目の東京杯を勝って現役の間に連敗を止めている）を大きく更新して最多、通算41戦はダービー馬としてはハクチカラの49戦に次ぐ史上2番目（日本国内に限れば最多）の出走数であった。
佐藤はダービー以降の成績について、「騎手から調教師と65年間、明けても暮れても馬と暮らしてきた僕にとっても、いまだに謎である」と語った一方、「あまり体質が丈夫でなかったのも事実で、ダービーが頂点で最高の能力を出して、それで全てが燃え尽きたのだと思う」との見解を示した。後年オペックホースに与えられた「史上最弱のダービー馬」との揶揄については、「仕方のないことだと思っている。全ては結果論。宿命だと諦めている」と語っている。

## 全成績
| 年月日 | 年月日 | 年月日 | 競馬場 | 競走名       | 格   | 頭数 | 人気 | 着順 | 距離（馬場状態） | タイム | 着差    | 騎手       | 斤量[kg] | 勝ち馬（2着馬）        |
| ------ | ------ | ------ | ------ | ------------ | ---- | ---- | ---- | ---- | ---------------- | ------ | ------- | ---------- | -------- | ---------------------- |
| 1979   | 10.    | 6      | 中京   | 新馬         |      | 12   | 3    | 3着  | 芝1200m（良）    | 1:12.1 | 0.8秒   | 西橋豊治   | 52       | ホースメンヤマト       |
|        | 10.    | 13     | 中京   | 新馬         |      | 16   | 1    | 1着  | 芝1200m（良）    | 1:11.7 | 1 1/4身 | 西橋豊治   | 52       | （ツキノユーホー）     |
|        | 11.    | 4      | 阪神   | オープン     |      | 10   | 4    | 1着  | 芝1400m（良）    | 1:23.2 | 1 1/2身 | 西橋豊治   | 53       | （ダイリンロック）     |
|        | 12.    | 9      | 阪神   | 阪神3歳S     |      | 11   | 3    | 4着  | 芝1600m（良）    | 1:35.7 | 0.3秒   | 西橋豊治   | 53       | ラフオンテース         |
| 1980   | 3.     | 2      | 阪神   | 毎日杯       |      | 12   | 3    | 5着  | 芝2000m（重）    | 2:04.6 | 1.0秒   | 西橋豊治   | 54       | レッドジャガー         |
|        | 3.     | 30     | 中山   | 菜の花賞     |      | 9    | 1    | 1着  | 芝1800m（不）    | 1:55.6 | 10身    | 郷原洋行   | 54       | （インターギャレット） |
|        | 4.     | 13     | 中山   | 皐月賞       |      | 16   | 3    | 2着  | 芝2000m（不）    | 2:10.3 | 0.1秒   | 郷原洋行   | 57       | ハワイアンイメージ     |
|        | 5.     | 10     | 東京   | オープン     |      | 7    | 1    | 2着  | 芝1800m（不）    | 1:53.8 | 0.1秒   | 郷原洋行   | 56       | タツミプリンス         |
|        | 5.     | 25     | 東京   | 東京優駿     |      | 27   | 2    | 1着  | 芝2400m（良）    | 2:27.8 | クビ    | 郷原洋行   | 57       | （モンテプリンス）     |
|        | 10.    | 25     | 阪神   | オープン     |      | 13   | 3    | 6着  | 芝1900m（重）    | 1:59.6 | 1.8秒   | 梅野信一   | 55       | インタースマッシュ     |
|        | 11.    | 9      | 京都   | 菊花賞       |      | 21   | 7    | 10着 | 芝3000m（良）    | 3:07.3 | 1.2秒   | 郷原洋行   | 57       | ノースガスト           |
| 1981   | 3.     | 8      | 阪神   | マイラーズC  |      | 10   | 8    | 4着  | 芝1600m（稍）    | 1:37.9 | 0.4秒   | 清水英次   | 56       | カツラノハイセイコ     |
|        | 3.     | 28     | 阪神   | オープン     |      | 7    | 2    | 2着  | 芝1800m（稍）    | 1:52.0 | 0.2秒   | 郷原洋行   | 59       | ボールドエイカン       |
|        | 4.     | 29     | 京都   | 天皇賞（春） |      | 14   | 3    | 12着 | 芝3200m（良）    | 3:22.8 | 2.2秒   | 郷原洋行   | 58       | カツラノハイセイコ     |
|        | 6.     | 7      | 阪神   | 宝塚記念     |      | 13   | 6    | 6着  | 芝2200m（良）    | 2:15.3 | 1.2秒   | 清水英次   | 56       | カツアール             |
|        | 6.     | 28     | 中京   | 高松宮杯     |      | 10   | 3    | 4着  | 芝2000m（重）    | 2:03.8 | 2.0秒   | 村本善之   | 57       | ハギノトップレディ     |
|        | 9.     | 13     | 阪神   | チャレンジC  |      | 8    | 1    | 2着  | 芝2000m（重）    | 2:02.1 | 0.2秒   | 田島良保   | 57       | ラフオンテース         |
|        | 10.    | 4      | 東京   | 毎日王冠     |      | 16   | 2    | 7着  | 芝2000m（良）    | 2:00.3 | 0.9秒   | 郷原洋行   | 57       | ジュウジアロー         |
|        | 11.    | 22     | 阪神   | 京阪杯       |      | 13   | 1    | 11着 | 芝2000m（良）    | 2:02.4 | 1.1秒   | 村本善之   | 58       | ノトダイバー           |
|        | 12.    | 20     | 中山   | 有馬記念     |      | 16   | 10   | 4着  | 芝2500m（良）    | 2:36.0 | 0.5秒   | 郷原洋行   | 56       | アンバーシャダイ       |
| 1982   | 3.     | 14     | 阪神   | マイラーズC  |      | 14   | 3    | 3着  | 芝1600m（稍）    | 1:34.9 | 0.2秒   | 西橋豊治   | 57       | カズシゲ               |
|        | 4.     | 4      | 阪神   | 大阪杯       |      | 13   | 2    | 9着  | 芝2000m（重）    | 2:04.9 | 1.3秒   | 田島良保   | 57       | サンエイソロン         |
|        | 4.     | 29     | 京都   | 天皇賞（春） |      | 16   | 6    | 7着  | 芝3200m（良）    | 3.21.2 | 2.0秒   | 田島良保   | 58       | モンテプリンス         |
|        | 10.    | 30     | 京都   | オープン     |      | 9    | 1    | 4着  | 芝2000m（良）    | 2:04.2 | 0.2秒   | 東田幸男   | 54       | ノトダイバー           |
|        | 12.    | 5      | 中山   | ダービー卿CT |      | 12   | 4    | 9着  | 芝1800m（良）    | 1:49.3 | 0.7秒   | 郷原洋行   | 57       | トウショウゴッド       |
|        | 12.    | 26     | 中山   | 有馬記念     |      | 15   | 12   | 9着  | 芝2500m（重）    | 2:37.6 | 0.9秒   | 郷原洋行   | 56       | ヒカリデユール         |
| 1983   | 1.     | 23     | 京都   | 日経新春杯   |      | 9    | 7    | 7着  | 芝2400m（良）    | 2:29.8 | 0.9秒   | 久保田敏彦 | 57       | オーバーレインボー     |
|        | 2.     | 6      | 中京   | 中京記念     |      | 16   | 2    | 13着 | 芝2000m（良）    | 2:02.4 | 1.3秒   | 久保田敏彦 | 57       | アローボヘミアン       |
|        | 3.     | 13     | 阪神   | マイラーズC  |      | 8    | 4    | 3着  | 芝1600m（不）    | 1:37.7 | 0.3秒   | 西橋豊治   | 57       | ロングヒエン           |
|        | 4.     | 10     | 阪神   | オープン     |      | 11   | 1    | 8着  | 芝1900m（不）    | 2:00.0 | 1.8秒   | 西橋豊治   | 56       | スイートロマン         |
|        | 4.     | 29     | 京都   | 天皇賞（春） |      | 15   | 13   | 8着  | 芝3200m（良）    | 3:24.2 | 1.9秒   | 西橋豊治   | 58       | アンバーシャダイ       |
|        | 6.     | 5      | 阪神   | 宝塚記念     |      | 13   | 11   | 9着  | 芝2200m（良）    | 2:14.8 | 2.7秒   | 西橋豊治   | 56       | ハギノカムイオー       |
|        | 12.    | 4      | 阪神   | オープン     |      | 11   | 4    | 8着  | 芝1900m（良）    | 1:55.3 | 1.2秒   | 西橋豊治   | 56       | バンプトンゲート       |
| 1984   | 1.     | 5      | 京都   | 金杯（西）   | GIII | 17   | 15   | 5着  | 芝2000m（良）    | 2:04.3 | 0.7秒   | 西橋豊治   | 55       | ロンググレイス         |
|        | 1.     | 22     | 京都   | 日経新春杯   | GII  | 11   | 7    | 5着  | * ダ2600m（不）  | 2:44.9 | 1.6秒   | 西橋豊治   | 57       | エリモローラ           |
|        | 2.     | 5      | 中京   | 中京記念     | GIII | 16   | 8    | 7着  | 芝2000m（良）    | 2:01.8 | 1.2秒   | 西橋豊治   | 55       | ハシローディー         |
|        | 2.     | 26     | 阪神   | マイラーズC  | GII  | 13   | 6    | 8着  | 芝1600m（不）    | 1:38.3 | 1.1秒   | 西橋豊治   | 57       | ローラーキング         |
|        | 3.     | 11     | 阪神   | 鳴尾記念     | GII  | 15   | 13   | 6着  | 芝2500m（良）    | 2:35.5 | 0.6秒   | 西橋豊治   | 55       | ハシローディー         |
|        | 9.     | 16     | 阪神   | チャレンジC  | GIII | 12   | 11   | 12着 | 芝2000m（良）    | 2:01.9 | 2.1秒   | 西橋豊治   | 57       | ニホンピロウイナー     |
|        | 11.    | 25     | 京都   | トパーズS    |      | 10   | 9    | 8着  | 芝2000m（良）    | 2:05.3 | 0.7秒   | 西橋豊治   | 55       | ロングレザー           |
|        | 12.    | 9      | 中京   | ウインターS  | GIII | 12   | 10   | 12着 | ダ2200m（良）    | 2:20.9 | 2.8秒   | 西橋豊治   | 58       | アンドレアモン         |

- 1984年より競走格付けにグレード制導入。競走名太字はグレード制導入前の八大競走。*降雪により芝2400mからダート2600mに変更。

## 種牡馬時代
引退後は谷川牧場に身元を引き受けられ、1985年より同場が北海道門別町で運営する清畠トレーニングセンターで種牡馬となった。当初の繋養4年間で交配数は15と種付料もタダ同然であったが、初年度唯一の産駒であるベストンダンデイが1989年の北斗盃と王冠賞に優勝して道営二冠を達成するなど、ホッカイドウ競馬で活躍。翌年の交配相手は20頭に増加し、種付料も20万円まで上がったという。中央競馬では1992年の京成杯2着などオープンクラスで活躍したマイネルヤマト（ナムラコクオーの兄）を送り出した。
2005年10月31日、清畠トレーニングセンターで老衰のため死亡した。28歳没。

### 主な産駒
以下、JBISサーチに基づく。
- 1986年産
  - ベストンダンデイ（1988年栄冠賞・岩見沢ジュニアカップ、1989年北斗盃・王冠賞、1990年瑞穂賞）
- 1989年産
  - マイネルヤマト（菜の花ステークス、京成杯2着）
- 1990年産
  - ビクトリアキャッチ（ユングフラウ賞）
- 1994年産
  - カネコメジョウジュ（旭川ジュニアカップ2着）

## 血統表
| オペックホースの血統（ブレニム系（ブランドフォード系） / Hyperion5×4=9.38%、Son-in- Law5×5=6.25%、Pharos・Fairway5×5=6.25%） | オペックホースの血統（ブレニム系（ブランドフォード系） / Hyperion5×4=9.38%、Son-in- Law5×5=6.25%、Pharos・Fairway5×5=6.25%） | オペックホースの血統（ブレニム系（ブランドフォード系） / Hyperion5×4=9.38%、Son-in- Law5×5=6.25%、Pharos・Fairway5×5=6.25%） | （血統表の出典）             | （血統表の出典） |
| 父 *リマンド Remand 1965 栗毛                                                                                                | 父の父Alcide 1955 鹿毛 | Alycidon | Donatello                    | Donatello        |
| 父 *リマンド Remand 1965 栗毛                                                                                                | 父の父Alcide 1955 鹿毛 | Alycidon | Aurora                       |                  |
| 父 *リマンド Remand 1965 栗毛                                                                                                | 父の父Alcide 1955 鹿毛 | Chenille | King Salmon                  | King Salmon      |
| 父 *リマンド Remand 1965 栗毛                                                                                                | 父の父Alcide 1955 鹿毛 | Chenille | Sweet Aloe                   |                  |
| 父 *リマンド Remand 1965 栗毛                                                                                                | 父の母Admonish 1958 芦毛 | Palestine | Fair Trial                   | Fair Trial       |
| 父 *リマンド Remand 1965 栗毛                                                                                                | 父の母Admonish 1958 芦毛 | Palestine | Una                          |                  |
| 父 *リマンド Remand 1965 栗毛                                                                                                | 父の母Admonish 1958 芦毛 | Warning | Chanteur                     | Chanteur         |
| 父 *リマンド Remand 1965 栗毛                                                                                                | 父の母Admonish 1958 芦毛 | Warning | Vertencia                    |                  |
| 母 ホースジョー 1965 黒鹿毛                                                                                                  | 母の父*テューダーペリオッド Tudor Period 1957 栃栗毛                                                                         | Owen Tudor | Hyperion                     | Hyperion         |
| 母 ホースジョー 1965 黒鹿毛                                                                                                  | 母の父*テューダーペリオッド Tudor Period 1957 栃栗毛                                                                         | Owen Tudor | Mary Tudor                   |                  |
| 母 ホースジョー 1965 黒鹿毛                                                                                                  | 母の父*テューダーペリオッド Tudor Period 1957 栃栗毛                                                                         | Comrnice | Epigram                      | Epigram          |
| 母 ホースジョー 1965 黒鹿毛                                                                                                  | 母の父*テューダーペリオッド Tudor Period 1957 栃栗毛                                                                         | Comrnice | Cordon                       |                  |
| 母 ホースジョー 1965 黒鹿毛                                                                                                  | 母の母ステツプホース 1957 黒鹿毛                                                                                             | クモノハナ | *プリメロ                    | *プリメロ        |
| 母 ホースジョー 1965 黒鹿毛                                                                                                  | 母の母ステツプホース 1957 黒鹿毛                                                                                             | クモノハナ | 第参マンナ                   |                  |
| 母 ホースジョー 1965 黒鹿毛                                                                                                  | 母の母ステツプホース 1957 黒鹿毛                                                                                             | ステップライト | *ダイオライト                | *ダイオライト    |
| 母 ホースジョー 1965 黒鹿毛                                                                                                  | 母の母ステツプホース 1957 黒鹿毛                                                                                             | ステップライト | *ステップシスター F-No. 16-g |                  |